# Лікофрон I
Лікофрон I — тиран міста Фери у Фессалії. Правив з 407/406 до 390/388 року до н. е.

## Біографічні відомості
Він походив із заможного та знатного роду міста. Із самого початку свого володарювання Ферами він уклав угоду зі Спартою до 404 року Лікофрон займався зміцнення своєї влади. Ще раніше помер Даох, тагос (племіний вождь) фессалійців. Тому Лікофрон, спираючись на військову потугу Спарти, замислив підкорити усю Фессалію й самому стати тагосом.
Перш за все, Лікофрон спробував захопити місто Лариса. 3 вересня він розбив ларисців та знищив правління роду Алевадів у місті. Але він не зміг повністю використати цю перемогу. Представник Алевадів Аристіпп, отримавши допомогу від персів у вигляді 4000 вояків, у 402 році до н. е. розбив Лікофрона та оволодів Ларисою. Але незабаром перські війська повернулися додому. У цих обставинах Арістіпп уклав договір з володарем Фарсала Менона для боротьби з Лікофроном.
Однак сили останнього виявилися більшими й становище союзників стало критичним. Тоді вони запросили на поміч македонського царя Архелая, який окупував північну Фессалію та розмістив свій гарнізон у Ларисі. Але у 399 році до н. е. помер Архелая, а незабаром й Арістіпп. Володарем Лариси став Медій з роду Алевадів, який продовжив боротьбу з Лікофроном. Це протистоянні тривало до самої смерті Лікофрона, але якихось суттєвих змін не сталося. Лікофрону наслідували його сини Поліалк та Ясон.